# Literatura del segle XVIII
La literatura del segle XVIII comprèn tots els escrits literaris creats durant el segle xviii i posa fi a la literatura de l'edat moderna. Està marcada per l'auge del racionalisme i les idees de la Il·lustració, on es volia dictar normes per a l'art i així distingir-ho del mal art i altres manifestacions i per aquest motiu proliferen les poètiques i tractats de teoria literària. Els models d'excel·lència es troben a la cultura grecollatina que actua com a referent. Els autors tenen una intenció moral a part de literària i proven d'educar els lectors o bé criticar els seus contemporanis, sovint a través de la sàtira. A finals de segle s'abandonen aquests cànons en favor d'una mentalitat més pròpia del romanticisme, corrent que marcarà la literatura del segle XIX.

## De 1700 a 1709
L'assaig es converteix en un dels gèneres més rellevants del segle, pensat com escrits literaris per instruir la població sobre afers morals i científics. Els canvis polítics que portarien a la fi de l'Antic Règim i els avenços científics es van difondre de forma massiva a través d'assajos en forma d'articles, llibres o opuscles. Alguns d'aquests encara es publiquen en llatí, idioma de cultura durant segles, una pràctica que seria progressivament abandonada a l'edat contemporània en favor de les llengües nacionals. La novel·la es diversifica en gèneres, si bé amb dispar acceptació crítica per no estar inclosa en les preceptives clàssiques.
Al teatre, se segueixen publicant obres d'estil barroc, com proven els dramaturgs espanyols de l'escola de Calderón de la Barca, els quals reprenen explícitament els temes i regles del segle d'or precedent per a escriure les seves tragèdies i comèdies. A Anglaterra triomfa l'anomenada comèdia de la Restauració, on es representa una farsa moral amb intrigues amoroses burgeses. Un autor d'èxit d'aquell temps fou Peter Anthony Motteux. La guerra entre els sexes, amb tots els seus estereotips, és un dels temes principals d'aquestes obres, com a l'obra The Fair Penitent, de Nicholas Rowe.
Es comença a publicar Tatler, considerada la primera revista del cor del món, en format de diari amb reculls de les xafarderies de la classe benestant londinenca i opinions del poble recollides a cafès i llocs públics (en contrast amb els escrit d'opinió dels diaris cultes, que es formaven als cercles literaris, Parlament i salons).

## De 1710 a 1719
Comença a publicar-se The Spectator, diari escrit Joseph Addison i Richard Steele de gran influència. A la seva estela van aparèixer diversos rotatius que combinaven informació i opinió política però que van acabar essent també bressol d'escriptors de ficció.
La novel·la de l'època té llargs fragments descriptius i digressions filosòfiques, com prova Robinson Crusoe de Daniel Defoe. En aquest llibre, el protagonista ha de portar la civilització a terres salvatges i conservar els bons consums, ideals il·lustrats que desembocarien en l'imperialisme. Aquesta novel·la moderna conviu amb gèneres heretats del segle anterior, com prova la incursió en la picaresca d'Alain-René Lesage amb la seva Histoire de Gil Blas de Santillane.
Augmenta l'interès per la història i es publiquen obres de no ficció que pretenen donar compte del passat de cada país de manera racional, sense considerar les llegendes folclòriques que s'havien publicat fins aleshores o les obres de l'èpica. La historiografia regnant, però, mostra un fort etnocentrisme que posa en qüestió la pretesa objectivitat dels seus autors.
Alexander Pope encarna el gust predominant a l'època en poesia: llargs poemes de regust o tema mitològic (a vegades amb un punt satíric), de llenguatge formal i mesurat però amb jocs d'enginy per fer-los més plaents als lectors.

## De 1720 a 1729
Dins de la novel·la, cal destacar Els Viatges de Gulliver de Jonathan Swift (1726), un llibre que s'ha convertit en un clàssic de la literatura juvenil malgrat haver estat pensat per a adults. En ell Gulliver visita diversos països i en descriu els costums, per satiritzar la realitat anglesa de manera indirecta. Les Cartes perses de Montesquieu també usen l'artifici d'altres pobles, en aquest cas allunyats en l'espai i no inventats, per poder referir-se als seus coetanis.
En teatre, comença a representar les seves obres Pierre Carlet de Chamblain de Marivaux, considerat un dels majors autors del neoclassicisme francès. Aquest autor modernitza els presupòsits de la Commedia dell'arte tradicional per apropar-la al gust de l'espectador del segle xviii, incrementant la càrrega ètica dels personatges.
Es publica la Gujin tuixu jitxeng, una de les enciclopèdies xineses més importants de la història, amb unes 800.000 pàgines en 64 volums que recullen la saviesa xinesa clàssica per encàrrec imperial. A Occident apareix la Cyclopaedia, precedent de l'enciclopedisme francès.

## De 1730 a 1739
Johann Christoph Gottsched va ser l'encarregat d'adaptar a l'alemany els preceptes de Nicolas Boileau-Despreaux, el crític que havia sentat les bases del gust neoclàssic imperant. Els ensenyaments d'Aristòtil són ben presents, especialment la regla de les tres unitats per al teatre o els registres poètics.
Ludvig Holberg, per la seva banda, va traslladar aquestes regles a les seves obres de teatre, amb les quals va refundar les lletres nòrdiques, modernitzant la llengua literària.
La intenció moralitzant es va fer palesa als contes infantils, que acabaven amb uns versos explícits per treure el màxim profit de la història. El segment dels infants creix com a públic lector, tant per l'augment de la massa alfabetitzada com per les campanyes per a la instrucció dutes a terme per diversos reformadors.
Manon Lescaut (1731) és una novel·la francesa de l'Abat Prévost que narra les aventures amoroses d'una parella no casada i inaugura un dels temes més comuns de la literatura de l'època: el relat sentimental, tenint en compte per primer cop el punt de vista femení i no solament el galanteig i la conquesta o bé el fracàs de l'home.

## De 1740 a 1749
Es publica Tom Jones de Henry Fielding, un dels cims de la novel·la satírtica del període. Aquest autor també parodiarà posteriorment amb Shamela una de les novel·les de més èxit del segle: Pamela, de Samuel Richardson (1740), obra sentimental considerada un precedent del romanticisme. Les versions, en forma de continuació o de burla, d'aquest llibre proliferaran durant les dècades posteriors en diverses llengües. El tema d'una dama que narra els seus encontres sexuals va donar lloc a Fanny Hill, de John Cleland, una de les obres eròtiques més famoses de l'època. També dins la prosa humorística, veu la llum The Adventures of Roderick Random, de Tobias Smollett, hereva de la novel·la picaresca tradicional.
Samuel Johnson comença a publicar els seus escrits de crítica literària, d'enorme influència a les lletres europees. Entre els crítics russos, una figura rellevant és la d'Antiokh Kantemir.

## De 1750 a 1759
Durant els anys 50 comença a publicar-se l'Encyclopédie, l'obra magna de la Il·lustració, que pretenia recollir en forma d'articles tot el saber contemporani. Entre els seus autors destaquen Jean le Rond d'Alembert, Diderot i Voltaire, autor que va escriure per la mateixa època Càndid o l'optimisme, una novel·la on es parla de l'actitud correcta davant la vida, és a dir una obra que comparteix la voluntat didàctica de l'enciclopèdia.
Il servitore di due padroni és la comèdia més coneguda de l'italià Carlo Goldoni, on pren elements de Molière i els barreja amb el teatre tradicional vènet per crear obres de sàtira de costums en la línia de la literatura de denúncia present durant tot el segle. Compatriota seu és Giuseppe Parini, un autor que usa el diàleg poètic amb idèntica intenció crítica 
El 1759 es publica la primera part del Tristram Shandy de Laurence Sterne, precedent de la novel·la experimental per la seva estructura erràtica i plena de digressions on la trama se supedita al pur acte narratiu. A Espanya la novel·la Fray Gerundio de Campazas denuncia l'excés del barroc, que havia perdurat durant mig segle.
Dins la literatura catalana, destaca el diari de Rafael d'Amat i de Cortada, baró de Maldà, un bon recull de la vida quotidiana i dels pensaments d'un individu benestant del seu temps. Entre els autors suecs, cal fer esment d'Olof von Dalin.

## De 1760 a 1769
Apareix Émile, de Jean-Jacques Rousseau, una reflexió novel·lada sobre l'educació que recull gran part de les preocupacions dels il·lustrats sobre la necessitat d'instruir adequadament el poble. Pels mateixos anys aquest filòsof reflexiona sobre el contracte social que delega part del poder en l'Estat per assegurar justament una certa igualtat, incloent-hi l'ensenyament. The Vicar of Wakefield (1766), d'Oliver Goldsmith, continua la tradició moralitzant satírica dels seus antecessors.
S'escriu The Castle of Otranto, d'Horace Walpole, la primera novel·la gòtica, que anticipa un subgènere de terror i ambient exòtic que es conrearà àmpliament pels autors romàntics. Ossian, pseudònim d'identitat controvertida, va signar un recull de poemes i llegendes tradicionals irlandeses que també s'acosten al gust romàntic per recuperar un passat mític i per la revifalla del món germànic i celta.
Fora d'Europa, cal destacar la publicació de El somni del pavelló vermell, una de les quatre novel·les xineses més rellevants, on es descriu les vides d'una saga familiar. La seva importància en les lletres asiàtiques és tan alta que fins i tot s'ha creat una branca de la crítica dedicada només a la seva anàlisi.

## De 1770 a 1779
A l'escena teatral sobresurt el francès Pierre-Augustin Caron de Beaumarchais, amb obres que són versions d'històries canòniques de la literatura segons els cànons del seu temps. Ignacy Krasicki fou un dels majors poetes polonesos del segle, tant amb les seves composicions líriques com amb les faules.
Per la seva gran influència durant tot el segle xix cal destacar l'obra historiogràfica The History of the Decline and Fall of the Roman Empire, d'Edward Gibbon. Adopta un punt de vista netament il·lustrat, amb la denúncia de la corrupció dels costums i la importància atorgada a les fonts que expliquin lluny de les llegendes el que va succeir a les acaballes de l'Imperi Romà.
La transició plena de la Il·lustració al Romanticisme tingué lloc amb el moviment del Sturm und Drang, amb obres com la novel·la Els sofriments del jove Werther de Johann Wolfgang von Goethe, on apareix el protagonista com a jove incomprès per una societat massa burgesa, que pateix per un amor impossible que el porta al suïcidi.

## De 1780 a 1789
Friedrich von Schiller, un dels grans poetes romàntics alemanys, publica les seves primeres obres de teatre, algunes d'elles amb gran escàndol pels seus atacs a la noblesa. William Blake recull els seus poemes més famosos en un sol volum. En la línia de la recuperació de les tradicions autòctones reneix l'interès pels contes populars i pel folclore, i en les lletres brasileres això dona llum a l'indigenisme, on destaca José de Santa Rita Durão i la seva obra èpica Caramuru.
Les amistats perilloses, de Pierre Choderlos de Laclos, narra en forma epistolar les intrigues amoroses de dos nobles ociosos i esdevingué una obra de gran èxit. Des d'aleshores, el format de carta amorosa popularitzat amb Richardson es torna canònic del gènere.
Això no significa que els models il·lustrats s'hagin abandonat arreu. A Espanya, de penetració més tardana, Cadalso escriu les seves Cartas marruecas a imitació de les de Montesquieu per criticar l'endarreriment del país a la llum d'un suposat crític estranger. Jozef Ignác Bajza escrigué la que es considera la primera novel·la en eslovac, René mládenca príhody a skúsenosti, també seguint aquests patrons.

## De 1790 a 1799
Justine o les dissorts de la virtut és una novel·la pornogràfica que encunya el terme sadisme. El seu autor va ser condemnat diverses vegades per immoral tant pels seus escrits com per les seves festes i orgies. Malgrat la seva temàtica, es pot considerar una de les darreres obres il·lustrades, ja que els personatges intenten justificar racionalment els seus gustos i la violència que empren.
Manuscrit trouvé à Saragosse és un llibre d'ambientació gòtica escrit per Jan Potocki que va posar de moda una Espanya arquetípica, plena de gitanos i màgia que apareixeria en diversos llibres fins al segle xx. Els autors espanyols d'aquesta dècada, però, no escriuen sobre aquests arquetips sinó que s'endinsen en la faula clàssica, amb les obres de Félix María Samaniego i Tomás de Iriarte.